# Раде Грмуша
Радован Раде Грмуша (Бојна, код Глине, 22. март 1907 — Загреб, 24. новембар 1975), учесник Народноослободилачке борбе и народни херој Југославије.

## Биографија
Рођен је 22. марта 1907. године у селу Бојна, код Глине. Потиче из сиромашне једанаесторочлане сеоске породице. Завршио је четири разреда основне школе и изучио опанчарски занат у свом селу, тако да већ од четрнаест година ради као постолар. Болестан отац умире млад и Радован са шеснаест година постаје господар куће. 
Прва сазнања о Партији добио је Раде од свог стрица Драгана, који је био комуниста у Француској, и неких сусељана који су били у Русији и много причали о Црвеној армији. У његово село комунистичке идеје су дошле још 1934. године, преко студента из села, Милана Владетића, који је често навраћао из Сиска. Тако се и Раде укључивао у акције које су проводили комунисти. Као питомац Српског привредног друштва Привредник био је 1937. године у Новом Саду на учењу рестоаратерског заната.
Године 1938. служио је војску у 32. пуку у Мостару. По доласку из војске, наставља рад у свом селу све до 1941, када је позван у резерву у Сисак. Неко време радио је у пушкарској радионици заједно са Симом Једнаком, касније конструктором чувеног банијског партизанског топа. 

### Народноослободилачка борба
Јединица Југословенске краљевске војске у којој је он био 1941. убрзо се распала у Кутини. Радован се упутио својој кући, али је у Сиску заустављен од усташа и одвојен у групу са осталим војницима српске народности. Успео је да побегне до Петриње, али су га и ту задржале усташе. Након неког времена побегао је из Петриње и дошао до железничке станице Маја, где му је „Мачекова заштита“ одузела сву војничку опрему. Већ у априлу жандарми и усташе кренули су у потраду за Радованом, који се скривао у оближњим шумама око свог села. У јуну Грмуша је дошао на чело једне групе устаника, која врши припреме за оружани устанак.
Од 22. јула до 30. новембра 1941. године, био је командир Бојанског партизанског одреда, који је извео низ акција на подручју Босанска Бојна-Врнограч, према Жировцу, Бужиму и Топуском. Због исказаног јунаштва и сналажљивости, постао је командир Треће чете Првог батаљона Првог банијског партизанског одреда. Организовао је и прве народноослободилачке одборе у југозападној Банији, постао је одборник и први председник НОО-а Бојна, а у току рата био је и члан општинског, котарског и окружног НОО-а за Банију. 15. децембра 1941. године постао је члан Комунистичке партије Југославије (КПЈ). Априла 1942. године истакао се у нападу на жандарску посаду у Доњем Селишту. Упао је у станицу и ликвидирао усташког злочинца Смају Зубовића, те заробио посаду од 27 жандара.
Након завршетка официрског курса у Доњем Лапцу, Грмуша је постао командант Другог батаљона Првог банијског одреда. У борби код Бучице рањен је у руку. Након петнаестодневног лечења у Кирину код Бовића вратио се још завијене руке и командовао батаљоном у жестоким борбама против усташко-домобранских снага код Врнограча, Таврана, Обљаја, Бихаћа, Цетинграда и Слуња. Новембра исте године постао је заменик команданта Осме банијске ударне бригаде, а у августу 1943. командант Друге банијске бригаде Седме банијске дивизије НОВЈ. Са Другом бригадом, Грмуша је прошао кроз све борбе Четврте и Пете непријатељске офанзиве, где се нарочито истакао храброшћу и одличним руковођењем.
Руководио је одбрамбеним борбама код Петриње преко Бихаћа, Босанског Петровца и Горњег Вакуфа. Посебно се истакао у пробоју обруча на Сутјесци, Зеленгори, на путу Фоча-Калиновик, на прузи Вишеград-Сарајево и код Миљевине, где је теже рањен у обе ноге. Ране је преболевао у ходу дивизијске болнице.
Највећи подвиг Грмуша је учинио на Сутјесци, где је први са својом четом прешао реку и успоставио везу са Врховним штабом НОВЈ.
По повратку у Банију, водио је свакодневне борбе на подручју Баније, Кордуна и Горског котара. У борби код Суње 1944. године, рањен је по трећи пут. Као рањеник, лечио се у Шамарици, Топуском, Слуњу, Биограду на Мору, да би након опоравка био пребачен у Београд, где је стављен на располагање Врховном штабу.

### Послератни период
После ослобођења Југославије, остао је у служби Југословенске народне армије (ЈНА). Завршио је Високу официрску школу и био на дужности начелника штаба дивизије, команданта бригаде Корпуса народне одбране Југославије (КНОЈ) и прочелника Трећег одељења команде КНОЈ-а. Након завршетка Више војне академије ЈНА, Грмуша је био командант војног округа за Црну Гору и начелник Штаба Сарајевског војног подручја. Пензионисан је 1965. године у чину генерал-мајора ЈНА. После тога живео је у Загребу.
Умро је 24. новембра 1975. године у Загребу. Сахрањен је у Гробници народних хероја на загребачком гробљу Мирогој.
Носилац је Партизанске споменице 1941. и више других југословенских одликовања, међу којима су — Орден за војне заслуге са великом звездом, Орден партизанске звезде са сребрним венцем, Орден заслуга за народ са сребрним зрацима, Орден братства и јединства са сребрним венцем и Орден за храброст. Орденом народног хероја одликован је 27. новембра 1953. године.